# Breganze bianco
Le Breganze bianco est un vin blanc sec italien produit dans la région Vénétie doté d'une appellation DOC depuis le 18 juillet 1969. Seuls ont droit à la DOC les vins blancs récoltés à l'intérieur de l'aire de production définie par le décret. 
Le vin blanc sec du Breganze bianco répond à un cahier des charges moins exigeant que le Breganze bianco superiore, essentiellement en relation avec le titre alcoolique.

## Aire de production
Les vignobles se situent sur des pentes des collines entre les fleuves Brenta et Astico (un affluent du Bacchiglione).
Les vignobles autorisés se situent en province de Vicence dans les communes de Bassano del Grappa, Breganze, Fara Vicentino, Lugo di Vicenza, Marostica, Mason Vicentino, Molvena, Montecchio Precalcino, Pianezze, Salcedo, Sandrigo, Sarcedo et Zugliano.

## Caractéristiques organoleptiques
- couleur: jaune paille
- odeur: délicat, intense, fruité, caractéristique
- saveur: sec, frais, arômes d’agrume et d’amande

Le Breganze bianco se déguste à une température de 10 à 12 °C et il se gardera 2 à 3 ans.

## Production
Province, saison, volume en hectolitres :
- Vicence : (1990/91)  5 833,43
- Vicence : (1991/92)  6 360,49
- Vicence : (1992/93)  7 191,48
- Vicence : (1993/94)  6 534,04
- Vicence : (1994/95)  6 615,71
- Vicence : (1995/96)  6 196,98
- Vicence : (1996/97)  5 996,88